# Samuel Fagemo
Samuel Karl Christian Fagemo, född 14 mars 2000 i Göteborg, är en svensk professionell ishockeyspelare som spelar för Los Angeles Kings i NHL. Hans moderklubb är HK Kings och han har spelat för Frölunda HC i deras U16, J18 och J20 lag.
Han blev draftad av Los Angeles Kings i 2019 års NHL draft, som andra rundan och totalt 50 plats.
Samuel Fagemo är son till före detta ishockeyspelaren Linus Fagemo. Han har även två tvillingbröder.
Han var flexelev på Katrinelundsgymnasiet.
Han har vunnit brons i JVM 2020, som spelades i Tjeckien. Han var med när Tre kronor förlorade i kvartsfinalen mot Schweiz i JVM 2019.